# وارتا-ویداوکا لاندستساپه پارک
وارتا-ویداوکا لاندستساپه پارک (به لاتین: Warta-Widawka Landscape Park) یک منطقهٔ مسکونی در لهستان است که در استان ووتسکی واقع شده‌است.